# USS McKean (DD-90)
USS McKean (DD-90/ADP-5) là một tàu khu trục thuộc lớp Wickes của Hải quân Hoa Kỳ trong giai đoạn Chiến tranh Thế giới thứ nhất; và được cải biến thành tàu vận chuyển cao tốc với ký hiệu lườn ADP-5 trong Chiến tranh Thế giới thứ hai. Nó bị đánh chìm trong chiến đấu vào ngày 17 tháng 11 năm 1943 tại Mặt trận Tây Nam Thái Bình Dương.

## Thiết kế và chế tạo
Là chiếc tàu chiến đầu tiên của Hải quân Hoa Kỳ được đặt tên theo Thiếu tướng Hải quân William Wister McKean (1800-1865), nó được đặt lườn vào ngày 12 tháng 2 năm 1918 tại xưởng tàu của hãng Union Iron Works ở San Francisco, California. McKean được hạ thủy vào ngày 4 tháng 7 năm 1918, được đỡ đầu bởi Cô Helen La Monte Ely, và được đưa ra hoạt động vào ngày 25 tháng 2 năm 1919 tại San Francisco dưới quyền chỉ huy của Hạm trưởng, Thiếu tá Hải quân Raleigh C. Williams.

## Lịch sử hoạt động
McKean phục vụ cùng Hạm đội Đại Tây Dương từ năm 1919 đến năm 1922, từng thực hiện một chuyến đi đến vùng biển Châu Âu từ tháng 5 đến tháng 7 năm 1919. Nó hoạt động chủ yếu tại vùng biển ngoài khơi New York và Charleston, South Carolina, trước khi được cho xuất biên chế tại Philadelphia, Pennsylvania vào ngày 19 tháng 6 năm 1922, và được đưa về lực lượng dự bị. Sau khi bị bỏ không gần hai thập niên, McKean được xếp lại lớp như một tàu vận chuyển cao tốc với ký hiệu lườn mới APD-5 vào ngày 2 tháng 8 năm 1940, và nhập biên chế trở lại tại Norfolk, Virginia ngày 11 tháng 12 năm 1940 dưới quyền chỉ huy của Thiếu tá Hải quân Thomas Burrows.
Sau khi chiến tranh nổ ra tại Thái Bình Dương ngày 7 tháng 12 năm 1941, McKean rời vùng bờ Đông ngày 10 tháng 5 năm 1942, đi đến khu vực Nam Thái Bình Dương ngày 20 tháng 7, để chuẩn bị cho việc chiếm đóng quần đảo Solomon. Nó đã đổ quân lên Tulagi vào ngày 7 tháng 8, và trong những tháng tiếp theo đã thực hiện những chuyến đi hộ tống và tiếp liệu từ căn cứ ở Nouvelle-Calédonie và New Hebrides đến các vị trí tiền tiêu của Hoa Kỳ phía Nam Solomon hỗ trợ cho chiến dịch Guadalcanal. Nó rời khu vực Nam Thái Bình Dương ngày 31 tháng 1 năm 1943 quay trở về vùng bờ Tây để đại tu, rồi lại tiếp tục các hoạt động hộ tống và tuần tra tại khu vực New Hebride và Solomon từ ngày 21 tháng 6. Từ tháng 7 đến tháng 11, nó tham gia các chiến dịch đổ bộ tại miền Trung Solomon, đổ bộ binh lính lên các bãi New Georgia và Rendova. Nó còn tiến hành tuần tra tại vùng biển ngoài khơi Guadalcanal và dọc theo eo biển New Georgia (vốn mang biệt danh "Cái khe").
Vào tháng 10, nó hoàn tất việc chuẩn bị cho các chiến dịch tại quần đảo Treasury và Bougainville. McKean cho đổ bộ binh lính lên đảo Mono ngày 27 tháng 10, bao gồm một đội công binh để xây dựng một trạm radar quan trọng trong vòng không đầy một tuần. Sau chiến thắng của Đồng Minh trước lực lượng Nhật Bản trong trận chiến vịnh Nữ hoàng Augusta vào đêm 2 tháng 11, McKean di chuyển cùng một đoàn tàu vận chuyển lực lượng tăng cường đến Bougainville, và vào ngày 6 tháng 11 đã cho đổ bộ lực lượng Thủy quân Lục chiến lên gần mũi Torokina, vịnh Nữ hoàng Augusta. Nó còn vận chuyển thêm lực lượng đến Bougainville vào ngày 11 tháng 11, rồi quay trở lại Guadalcanal chuẩn bị cho một chuyến chuyển quân khác.
Với 185 lính Thủy quân Lục chiến trên tàu, McKean đi ngược lên "Cái khe" vào cuối ngày 15 tháng 11. Khi tiến đến gần vịnh Nữ hoàng Augusta sáng sớm ngày 17 tháng 11, nó bị một máy bay ném bom hai động cơ Mitsubishi G4M "Betty" thuộc Liên đội 702 Không lực Hải quân Đế quốc Nhật Bản, do Gintaro Kobayashi điều khiển, vốn đã phóng ra một quả ngư lôi nhắm về phía đuôi con tàu. McKean bẻ lái gấp để né tránh; nhưng lúc 03 giờ 50 phút quả ngư lôi đánh trúng mạn phải, kích nổ hầm đạn phía sau và các khoang chứa mìn sâu, làm vỡ các thùng nhiên liệu. McKean bùng cháy, bị mất toàn bộ động lực và thông tin liên lạc; lửa cháy trên mặt biển do nhiên liệu tràn ra thiêu chết những người đã nhảy ra hay bị tung xuống biển. Hạm trưởng, Thiếu tá Hải quân Ralph L. Ramey, ra lệnh bỏ tàu lúc 03 giờ 55 phút; đến 04 giờ 00 nó bắt đầu chìm phần đuôi, hạm trưởng rời tàu 12 phút sau đó. Hầm đạn phía trước và thùng dầu phát nổ lúc 04 giờ 15 phút; và các ống khói của nó hoàn toàn biến mất lúc 04 giờ 18 phút. 64 trong số thủy thủ đoàn và 52 trong số binh lính trên tàu thiệt mạng cho cháy và nổ. Những người sống sót được các tàu khu trục khác cứu vớt.

## Phần thưởng
McKean được tặng thưởng bốn Ngôi sao Chiến trận và Đơn vị Tưởng thưởng Hải quân do thành tích phục vụ trong Thế Chiến II.